# Kasim-Yomart Tokáev
Kasim-Yomart Kemeluly Tokáev cuyo apellido es también transliterado al estilo ruso como Tokáyev (en kazajo: Қасым-Жомарт Кемелұлы Тоқаев, romanizado: Qasym-Jomart Kemeluly Toqaev, AFI: /qɑˈsəm ʒɔˈmɑrt kʲeˌmʲelo̙ɫə tɔˈqɑjəf/, Alma Ata, 17 de mayo de 1953) es un político y diplomático kazajo. Asumió el cargo de presidente de Kazajistán, sucediendo a Nursultán Nazarbáyev, quien renunció el 19 de marzo de 2019 después de 29 años en el cargo. Fue confirmado en el cargo tras las elecciones presidenciales de 2019, en las que obtuvo un 70,96 % de los votos.
Fue presidente del Senado de Kazajistán del 16 de octubre de 2013 al 19 de marzo de 2019 y del 11 de enero de 2007 al 15 de abril de 2011. Tokáev fue primer ministro de Kazajistán del 1 de octubre de 1999 al 28 de enero de 2002 y fungió como director general de la Oficina de la Organización de las Naciones Unidas en Ginebra del 12 de marzo de 2011 al 16 de octubre de 2013.

## Vida personal
Kasim-Yomart Tokáev nació el 17 de mayo de 1953 en Alma Ata, entonces capital de la RSS de Kazajistán, una de las repúblicas soviéticas que conformaban la URSS. Es hijo de Kemel Tokáev (1923-1986), un veterano de la Segunda Guerra Mundial y conocido escritor kazajo, y de Turar Shabarbáeva (1931-2000), una profesora de lenguas extranjeras del Instituto Pedagógico de Lenguas Extranjeras de Alma Ata. Se le considera parte de la tribu Jalair, del Jüz mayor.
En 1970, Tokáev ingresó en el Instituto Estatal de Relaciones Internacionales de Moscú, dependiente del del Ministerio de Asuntos Exteriores de la URSS. En su quinto año de licenciatura, fue enviado a la embajada de la URSS en la República Popular China para seis meses de formación previa a la obtención de su diploma.
Divorciado en la actualidad, Tokáev estuvo casado con Nadezhda Tokáeva, con quien tuvo un hijo. Es hablante nativo de kazajo y domina también el ruso, el chino mandarín y el inglés, además de tener conocimientos de francés. Fue presidente de la Federación de Tenis de Mesa de Kazajistán por 13 años. No celebra su cumpleaños: su secretaria de prensa en 2020 afirmó que él «no acostumbra celebrar ese día porque su familia nunca ha celebrado los cumpleaños, ni de niños ni de los padres».

## Carrera diplomática
En 1975, comenzó a trabajar en el Ministerio de Asuntos Exteriores de la URSS y fue enviado a la embajada soviética en la República de Singapur. En 1979 regresó al personal del Ministerio de Asuntos Exteriores de la URSS y en 1983 fue a la República Popular China para participar en cursos de idiomas de 10 meses en el Instituto Lingüístico de Beijing, aunque ya había comenzado su formación en chino mandarín en su paso previo por Pekín. De 1984 a 1985, sirvió en el Ministerio de Asuntos Exteriores de la URSS. Luego fue a la embajada soviética en Pekín, donde ocupó los cargos de segundo secretario, primer secretario y asesor hasta 1991. En 1991 tomó cursos de capacitación para ser director diplomático de la Academia Diplomática del Ministerio de Relaciones Exteriores de la URSS en Moscú.

## Carrera política
En 1991, con la disolución de la Unión Soviética, cada república soviética comenzó a formar sus estructuras de estado como repúblicas independientes. Para Tokáev, su formación diplomática le valió para ser nombrado viceministro de relaciones exteriores de la República de Kazajistán en 1992, bajo el ala del ministro Toleutai Suleimenov, un diplomático y estadista kazajo con experiencia en los consulados y embajadas de Afganistán e Irán. Al año siguiente fue ascendido a primer viceministro de Relaciones Exteriores y finalmente en 1994 fue nombrado ministro sucediendo al sucesor de Suleimenov, Kanat Saudabáev.
Ocupó el cargo hasta octubre de 1999, siendo desde marzo de ese año hasta octubre el vice primer ministro de Nurlan Balgimbáev. En octubre de 1999, tras la renuncia de Balgumbáev y con el consentimiento del Parlamento, fue nombrado primer ministro de conformidad con el Decreto del Presidente de la República de Kazajistán. Renunció en enero de 2002 tras un paso exitoso por el ejecutivo en el que el PIB kazajo aumentó a un ritmo de hasta el 13,5 % al tiempo que la inflación bajaba anualmente cercana al 10 %. Las razones de su renuncia se debieron a que varios de los cargos impuestos por el presidente del país Nursultán Nazarbáyev, eran contrarios a otras políticas de índole social y acabaron por forzar su dimisión.
Con su salida del cargo de primer ministro, fue nuevamente nombrado ministro de relaciones exteriores en 2002. Ocupó el cargo hasta 2007, cuando después de las elecciones legislativas de aquel año, fue nombrado presidente del Senado. 
Dejó el puesto de presidente del Senado para ser nombrado Secretario General Adjunto de las Naciones Unidas por Kazajistán del 12 de marzo de 2011 al 16 de octubre de 2013. Tras ello, volvió a ser nombrado presidente del Senado el 16 de octubre de 2013 y ocuparía el puesto hasta el 20 de marzo de 2019.

### Presidente de Kazajistán
El 19 de marzo de 2019 en un discurso televisado, el que había sido presidente de Kazajistán desde la disolución de la URSS 30 años antes, Nursultán Nazarbáyev, anunció su renuncia al cargo, por lo que, según la legislación kazaja, el presidente del Senado ocuparía el cargo en funciones hasta las siguientes elecciones presidenciales, siendo nombrado presidente en funciones Kasim-Yomart Tokáev el 20 de marzo de 2019. El 9 de junio del mismo año se celebraron las elecciones presidenciales que nombrarían a Tokáev como presidente de iure tras su investidura el 12 de junio de 2019.

#### Lucha contra la COVID-19
El 15 de marzo de 2020, firmó un decreto sobre la introducción de un estado de emergencia en toda la República de Kazajistán en relación con la propagación del coronavirus. El estado de emergencia abarcó desde el 16 de marzo hasta el 11 de mayo de 2020, un total de 56 días.
El 16 de marzo de 2020, en su discurso al pueblo de Kazajistán, Tokáev anunció la firma de un decreto especial sobre medidas para garantizar la estabilidad social y económica. La cantidad de asistencia prestada a los ciudadanos, pymes y el complejo agroindustrial ascendió a 6,5 billones de tenges (unos 12 millardos de euros), el equivalente al 8,5 % del PIB nacional. Tokáev expresó: «No hay nada más precioso para mí que la vida de cada ciudadano». Según él, «sin la población no habrá economía», por lo tanto, la salud de los ciudadanos es una prioridad del trabajo del gobierno.

#### Protestas y elecciones de 2022
A comienzos de 2022, una pronunciada subida de los precios del gas, estallaron una serie de protestas a lo largo de Kazajistán que provocaron la dimisión del gabinete del primer ministro Askar Mamin, así como de él mismo; la intervención de una fuerza de la  Organización del Tratado de Seguridad Colectiva (OTSC) para «mantenimiento de la paz»; y la dimisión de Nursultán Nazarbáyev, máximo exponente de la política prorrusa del país, del Consejo de Seguridad de las Naciones Unidas.
Aún con la posición férrea contra los manifestantes adoptada por Tokáev, su postura favorable a la limitación de la intervención de la OTSC liderada por Rusia así como la empatía tras la detención de Karim Masimov, ex primer ministro del país, acusado de organizar parte de las protestas para intentar un golpe de Estado; hizo que la opinión pública del país fuese benevolente con él y apoyase su postura exterior de acercamiento a la UE y la R.P. de China en detrimento de Rusia tras la invasión de Ucrania por parte de ésta.
Tras las elecciones presidenciales de noviembre en las que salió reelegido para 7 años con el 81 % de votos, el presidente Tokáev ha visto un respaldo en su política de diversificar sus socios comerciales y mantener las relaciones con Moscú en un punto más frío que el habituado tradicionalmente por los kazajos.

### Relaciones con Rusia
Según el analista político Rico Isaacs, la decisión de Tokáev de reemplazar a Nursultán Nazarbáyev se debió a su propia voluntad de no implementar rápidamente reformas democráticas, lo que dañaría el legado de estabilidad y las relaciones de Nazarbáyev con Rusia. Solo dos semanas después de asumir el cargo, Tokáev visitó Moscú en su primera visita de estado el 4 de abril de 2019, y se reunió con Putin junto con otros funcionarios rusos. Durante la visita, Putin ofreció asistencia rusa a Tokáev en la construcción de una planta de energía nuclear propuesta en el país. En junio de 2019, Tokáev declaró que la decisión de construir una central nuclear se tomaría por decisión de un asunto local, a través de un referéndum. 
A fines de 2020, los legisladores rusos Viacheslav Nikonov y Evgueni Fiódorov hicieron comentarios sobre cómo todo el territorio kazajo era un regalo de la Unión Soviética y que Rusia estaba arrendando actualmente. Esto provocó una reacción violenta del Ministerio de Relaciones Exteriores de Kazajistán, que advirtió sobre la ruptura de las relaciones entre ambas naciones debido a «ataques provocativos». En respuesta a las controvertidas declaraciones, Tokáev en respuesta al periódico Egemen Qazaqstan, escribió que tales palabras de «algunos ciudadanos extranjeros» tienen como objetivo «estropear» las relaciones entre dos estados, insistiendo en que «nadie de fuera les dio a los kazajos este gran territorio como regalo». 
Después de que Rusia invadió Ucrania, Tokáev y el ministro de Relaciones Exteriores de Kazajistán, Muktar Tleuberdi, condenaron la invasión y se negaron a reconocer a los estados títeres rusos de la República Popular de Donetsk y la República Popular de Lugansk. Tokáev expresó «no reconocemos ni a Taiwán, ni a Kosovo, ni a Osetia del Sur o Abjasia. Con toda probabilidad, este principio se aplicará a las entidades cuasi estatales, que, en nuestra opinión, son Lugansk y Donetsk». También por este asunto, se negó a aceptar la Orden de Alejandro Nevski de manos de Putin.